# Vi snakker Færdsel
|  | Denne artikel er oprettet af botten PalnaBot ud fra en ekstern database. Den kan derfor have sproglige fejl eller mangler. Denne skabelon kan fjernes efter kontrol af indholdet. |

Vi snakker Færdsel er en propagandafilm fra 1941 instrueret af Mogens Skot-Hansen efter manuskript af Tage Kyster, Mogens Skot-Hansen.

## Handling
En propagandafilm lavet med humor. Speakeren kommenterer på udvalgte trafikanters adfærd og beder dem om at gentage deres forehavende - denne gang på korrekt, trafiksikker vis.